# 砥部雲母
砥部雲母（とべうんも、 Tobelite）は1982年に発表された日本産新鉱物で、高知大学の鉱物学者東正治により、愛媛県砥部町の扇谷陶石鉱山と広島県の豊蝋（ほうろう）鉱山から発見された。 
化学組成は(NH4,K)Al2(AlSi3O10)(OH)2で、単斜晶系。白雲母のカリウムがアンモニウムに置換している。第一発見地の鉱山がある町名から命名された。
発見地では、流紋岩・安山岩などが熱水で変性した絹雲母に含まれ、肉眼的な結晶は見られない。
発見者の東は、本鉱物研究の業績により櫻井記念会から櫻井賞を受賞した。